# Arthur Louis Arthurovic de Jaczewski
Arthur Louis Arthurovič Jaczewski ( 1863 - 1932 ) fue un botánico checo que fue director de la "Estación de Fitopatología" del Jardín Botánico de San Petersburgo.

## Algunas publicaciones

### Libros
- alfred Cérésole, christian Bührer, arthur de Jaczewski, hans Schardt. 1897. Les Avants above Montreux: Described by Pastor Alfred Cérésole. 90 pp.
- 1904. Boli︠e︡zni i povrezhdenii︠a︡ kartoteli︠a︡. 78 pp.

- La abreviatura «Jacz.» se emplea para indicar a Arthur Louis Arthurovic de Jaczewski como autoridad en la descripción y clasificación científica de los vegetales.[1]